# بارتولو كولون
بارتولو كولون (بالإسبانية: Bartolo Colón) (و. 1973 – م)هو لاعب كرة القاعدة من جمهورية الدومينيكان .

## روابط خارجية
- بارتولو كولون على موقع دوري كرة القاعدة الرئيسي (الإنجليزية)
- بارتولو كولون على موقعبيزبول رفرنس.كوم (الدوري الرئيسي) (الإنجليزية)
- بارتولو كولون على موقعبيزبول رفرنس.كوم (الدوري الثانوي) (الإنجليزية)
- بارتولو كولون على موقع إي إس بي إن.كوم (أم.أل.بي) (الإنجليزية)
- بارتولو كولون على موقع مشجعي الرسوم البيانية (الإنجليزية)